# La Lanterne-et-les-Armonts
La Lanterne-et-les-Armonts là một xã thuộc tỉnh Haute-Saône trong vùng Bourgogne-Franche-Comté phía đông nước Pháp.